# Brian Charlesworth
Pour les articles homonymes, voir Charlesworth.
 (juin 2023).
Brian Charlesworth, né le 29 avril 1945 est un biologiste britannique membre de la Royal Society et éditeur de Biology Letters.

## Biographie
Brian Charlesworth a obtenu son Bachelor of Arts au Queens' College de Cambridge suivit d´une thèse en génétique à Cambridge en 1969. Il effectua plusieurs séjours postdoctoraux à l'Université de Chicago, à l'Université de Liverpool de 1971 à 1974 puis à l'Université du Sussex dans le laboratoire de John Maynard Smith de 1974 à 1982. Il retourne à Chicago en tant que professeur d'écologie et d'évolution de 1985 à 1997. Il a été élu membre de la prestigieuse Royal Society en 1991 et remporta la médaille Darwin en 2000. Depuis 1997, il est professeur de la société royale à l'institut de biologie de l'évolution à l'Université d'Édimbourg.
Il est marié à Deborah Charlesworth qui est également professeur en biologie et membre de la Royal Society.

## Contributions scientifiques
Brian Charlesworth étudie l'évolution en utilisant la drosophile comme organisme modèle. Il a mené de nombreuses études théoriques sur le vieillissement et surtout l'évolution de la recombinaison et des chromosomes sexuels.

## Publications
- Evolution in Age-Structured Populations CUP  (ISBN 0-521-45967-2)
- Evolution: A Very Short Introduction (with Deborah Charlesworth) OUP  (ISBN 0-19-280251-8)